# Bøgeholm Sø
Bøgeholm Sø är en sjö på ön Sjælland i Danmark. Den ligger i Region Hovedstaden, i den östra delen av landet. Bøgeholm Sø ligger 29 meter över havet. Arean är 0,14 kvadratkilometer och sjön sträcker sig 0,5 kilometer i nord-sydlig riktning, och 0,6 kilometer i öst-västlig riktning. Den högsta punkten i närheten är 56 meter över havet, 2,0 km sydväst om Bøgeholm Sø.